# Diaphorina dakariensis
Diaphorina dakariensis är en insektsart som beskrevs av Boselli 1930. Diaphorina dakariensis ingår i släktet Diaphorina och familjen rundbladloppor. Inga underarter finns listade i Catalogue of Life.